# Callimetopus pantherinus
Callimetopus pantherinus är en skalbaggsart som beskrevs av Blanchard 1855. Callimetopus pantherinus ingår i släktet Callimetopus och familjen långhorningar. Inga underarter finns listade.